# Lerista frosti
Lerista frosti är en ödleart som beskrevs av  Zietz 1920. Lerista frosti ingår i släktet Lerista och familjen skinkar. Inga underarter finns listade i Catalogue of Life.